# Alpina (relojes)
Alpina es una marca de relojes suiza. Fue fundada en 1883 como Alpina Union Horlogerie S.A. (nombre alemán: Schweizerische Uhrmacher-Genossenschaft (SUG)) por Gottlieb Hauser en la localidad suiza de Biena. Era una cooperativa de distribuidores y fabricantes cuyo objetivo era adquirir y vender al por mayor relojes de pulsera y relojes de bolsillo de alta calidad, así como sus piezas y componentes. La compañía se disolvió en 1972, aunque la marca ha sobrevivido tras ser adquirida por la empresa japonesa Citizen en 2016, tras haber pertenecido al grupo suizo Frédérique Constant.

## Historia

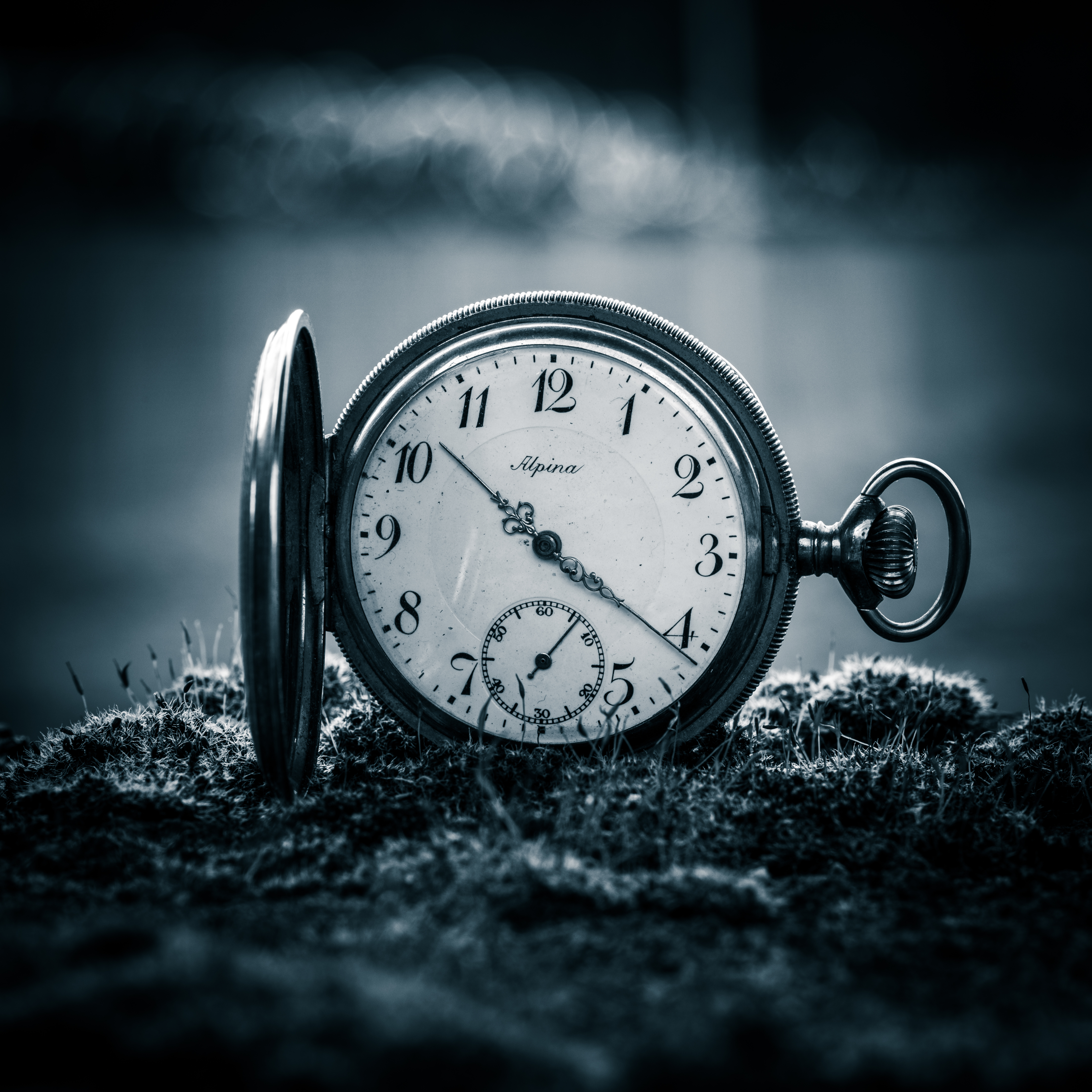
Reloj de bolsillo Alpina

La empresa Hannover, fundada en M. Stellmann en 1886, actuó inicialmente como único representante de la marca en Alemania.
A partir de 1890 la empresa dispuso de su propio edificio administrativo y almacén en Biena. En 1899, Hauser fue nombrado director general y, bajo la dirección del director Emil Rothmann, se fundó en Berlín una empresa subsidiaria, de la que surgió en 1917 la cooperativa de relojería alemana Alpina (con el nombre de Dugena) en Eisenach. Después de la Segunda Guerra Mundial, la empresa se trasladó a Darmstadt en 1946.
En 1905, más de 20 empresas pertenecían a la cooperativa. La Alpina Union Horlogère se fundó en 1908 y se disolvió en 1972.
En 2002, Alpina pasó a manos de Frédérique Constant. A finales de mayo de 2016, el grupo relojero japonés Citizen compró el grupo suizo Frédérique Constant, incluyendo las marcas Alpina y Ateliers deMonaco.

## Alpina Relojes Internacional SA
La empresa suiza todavía tiene su sede en Ginebra y vende relojes mecánicos y relojes de cuarzo bajo la marca Alpina Geneve.